# 안낙규
안낙규(安樂奎, 1929년 5월 3일 ~ 1953년 7월 14일)는 대한민국의 군인이다. 6.25 전쟁 당시, 제6사단 19연대 1대대 2중대의 작전계로 있었던 1953년 7월 13일 김화지역의 교암산 전투에서 중대가 전멸위기의 상황에 처하자 자원하여 특공대를 편성하였다. 8명의 특공대를 이끌고 적의 측후방을 기습 공격하고, 탄약 보급차를 폭파시킨 후 적진에 직접 뛰어들어 수류탄을 투척하는 등의 백병전을 전개하여, 적의 공격 기세를 둔화시켜 중대를 위기에서 구출하는 공훈을 세웠다. 그러나 이 과정에서 적탄에 의해 현장에서 산화하였다.

## 생애

### 요약
1929년 5월 3일 경기도 김포군 양서면 방하리에서 출생한 안낙규(安樂奎) 일등중사는 자원특공대를 이끌고 적진에 돌입하여 공격축선을 차단, 중대의 위기를 극복하는 핵심 주역의 역할을 수행하였다. 24세의 젊은 나이로 국가를 위하고 생을 마감한 그에게 1954년 6월 25일 태극무공훈장(훈기번호 제 173호)이 수여되었다.

### 교암산 전투 (김화 407고지 전투)
"비록 내일 전쟁이 끝난다 할지라도 나는 오늘 전우들을 위해 목숨을 걸겠습니다."

### 전투 배경
한국전쟁 당시 대한민국과 조선민주주의인민공화국 쌍방간의 쟁탈전의 초점이 된 교암산은 북쪽으로 높게 솟아 있어 작전지역은 물론 금성 일대 대부분의 지역을 감제하는 중요한 지역이었다. 특히 교암산을 기점으로 동으로 북한강까지 뻗어있는 횡격실 능선은 금성천을 사이에 두고 10km 남쪽의 백암산을 중심으로 한 횡격실 능선과 쌍벽을 이루며 쌍방의 방어선 형성에 적합한 지형이었다. 이러한 지역 조건하에 금성돌출부 선단지역에는 국군 제 6사단과 제 8사단이 배치되었다. 6사단은 회고개-> 금성남-> 교암산에 이르는 지역을 방어하는 임무를 맡았고 회고개- 사천리에는 제 7연대를, 사천리-교암산 지역에 제 19연대를 각각 배치하였다. 그리고 제 2연대를 예비로 보유하였다. 이후 중공군의 대공세가 임박했음을 포착한 제 6사단은 예비인 2연대를 교암산 지역에 투입, 군단예비인 제 11사단을 예하 제 9연대를 금성 남쪽 전선에 배치하여 4개 연대로 주저항선을 강화하였다.
국군 제 6,8사단 정면에는 중공군 제 67,54군 제 68군 제 202사단으로 편성된 중부 공격집단이 위치해 이었다. 7월 13일 금성돌출부 양쪽 견부에 대한 공격을 개시한 중공군은 동시에 4개 사단으로 돌출부 정면의 국군 제 6,8사단을 압박하였다.
7월 13일, 중공군은 교암산에 배치된 제 6사단 제 2연대 전초를 일거에 돌파한 후 하고개-능동-교암산으로 연결된 사단 주 저항선을 공격하였다. 당시 사단 예하 제 19연대는 21시 30분 경부터 시작된 포격에 이어 다음 날인 14일까지 거듭된 중국군의 공격을 막아내고 있었다. 사단 전초기지를 돌파한 중공군은 17번 도로를 방어하던 중앙의 제 19연대 주저항선을 먼저 돌파하였고 적 4개 대대는 금성 남동쪽 3km 지역의 제 19연대 2개의 중대전초를 일출 전에 점령한 후, 그 중 1개 대대를 17번 도로에 배치된 제 2대대 측후방으로 침투시켜 전후방에서 전방대대에 협격을 가하였다. 제 1대대와 2대대는 적의 인해전술에 밀려 08시 20분 경에 주저항선을 포기, 저지진지를 점령한 예비대대의 엄호 하에 철수해 교암산 서쪽을 방어하던 중 금성천을 건너 노동리에서 병력을 수습하였다.

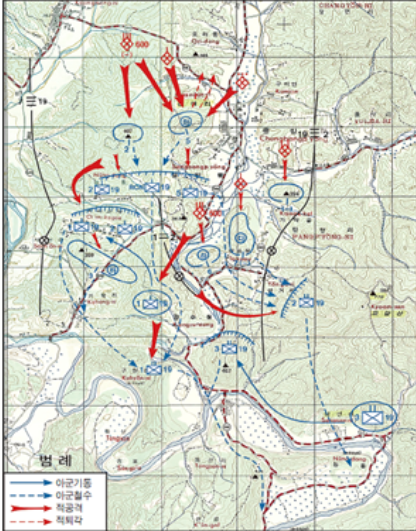
당시 전장의 상황을 표현한 19연대의 전투상황도이다. 빨간색으로 표시된 화살표를 바탕으로 당시의 전장상황을 나타낸다.

### 전투 상황&과정[5]
7월 12일, 제 19연대 제 1대대는 442고지 일대의 전투 정면을 제 2연대 3대대에 인계하고 연대 좌일선으로서 제 3중대 가학리 북쪽의 '바'고지에 주진지를, 제 2중대가 407고지에 전진진지를 각각 점령하였으며, 제 1중대는 예비로서 가학리에 위치하였다. 다음날 21시 30분 제 19연대 정면에서 적의 집중포격이 시작되자 연대장은 포병의 차단사격과 조명지원을 요청하는 한편 즉각 전투태세에 돌입하도록 각 대대에 명령하였다. 한편, 394고지에 전투전초기지를 확보한 제 7중대 3소대와 대대수색대는 22시 30분부터 침공해오기 시작한 1개 중대 규
모의 적을 포병의 엄호사격 하에 근접전을 벌여 일단 격퇴하였으나 계속 증강되는 파상공격으로 진내사격의 보람도 없이 23시 20분부터 이탈하기 시작하였다.
그러나 사단 중앙 일선인 제 19연대의 주저항선 일부가 7월 14일 07시 30분에 돌파되자 사단장은 바로 사단예비로 확보한 제 3대대를 급히 투입시키는 한편 사단 수색중대로 하여금 교암산 남측을 엄호하면서 도하점을 확보하도록 하였다. 제 19연대 제 1대대는 적의 포화가 집중되는 가운데 '바'고지의 주진지와 407고지의 전투전초기지를 확보하여 결전태세를 갖추었으나, 제 5중대와 연계를 유지하고 407고지에 전투전초진지를 확보한 제 2중대가 자정 무렵부터 적 2개 대대 규모의 공격을 받아 일진일퇴를 거듭하고 있었다.
중대 규모의 적 공격을 포병의 화력지원으로 격퇴한 제 2중대는 재차 대대 규모의 적이 야포 및 박격포 사격의 지원 아래 공격해오자 결사적인 분전으로 수류탄전을 감행하였다. 그러나 중대장은 통신두절과 아군피해가 증가되는 위험한 상황 하에서 407고지가 피탈되면 인접중대 및 대대가 전멸될 것으로 판단, 적의 후방을 기습하고 공격제대를 마비시키기 위한 특공대를 편성하기로 결심하였다.

### 안낙규 중사의 공적[6]
이때 특공대를 자원한 중대 작전계 안낙규 일등중사는 8명의 특공대를 이끌고 3발의 수류탄을 휴대한 채, 중대 주진지를 출발해 능선으로 접근해갔다. 자동화기와 포탄이 난무하는 가운데 능선의 가장자리에 도착한 특공대는 일단의 적의 무리를 발견하였다. 그들이 적의 최전방 추진보급소의 탄약보급차량임을 감지한 안 일등중사와 대원들은 50여 미터를 질주해 수류탄을 투척하였고, 탄약보급차량을 폭파하였다.
추진보급소를 폭파한 대원들은 적의 공격 대형으로 파고들었다. 암흑 속에서 특공대는 수류탄을 투척하고, 총검을 휘두르자 적진은 혼란상태에 빠져들었다. 그러나 계속하여 대원들을 독려하며 백병전을 벌이던 안 일등중사는 복부와 가슴에 적이 쏜 총탄을 맞고 그 자리에서 쓰러져 현장에서 전사하였다.
이후 '마'고지-407고지 일대의 전투전초진지를 돌파하고 제 2대대 정면의 363고지로 침공해 온 적이 주저항선을 확보한 제 3중대 우측방을 공격함으로써 제 1중대와 2중대의 퇴로가 차단될 것을 우려한 19연대는 노동리로 철수하여 병력 재편성에 들어갔다.

### 결과[9]
상위 부대인 제 2군단은 위와 같은 효과적인 철수를 통해 전력을 보존한 예하 국군 8사단과 6사단을 비롯한 11·5사단을 동원해 16일부터 반격에 나섰다. 아군은 적근산에서 백암산을 연결하는 선상에서 반격을 개시해 19일 무렵에는 금성천과 북한강 이남 지역 상당수를 회복했다. 애초 적의 공격으로 아군은 동서로 22km에 달하는 방어 정면에서 후방으로 최대 9km까지 후퇴한 상태였다. 아군의 반격작전으로 지역에 따라 1~6km까지 다시 전선을 끌어올린 가운데 전투가 종료됐다.
결과적으로 아군은 금성전투가 시작되기 전 확보하고 있던 지역에서 3~8km 뒤로 물러난 셈이었지만 어느 한쪽의 승패를 말하기에는 전체적인 전투양상이 복잡했다. 중공군은 1개 야전군급 부대를 동원해 기세 좋게 공격해 왔으나 공격을 개시한 지 며칠도 지나지 않아 오히려 아군의 군단급 역습에 되밀리는 신세가 됐다.
참전병력으로 볼 때 중공군 병력이 아군보다 2~3배나 많았다는 점을 고려하면 중공군의 전과는 초라했다. 전사상자로 보자면 중공군이 오히려 패전한 것이나 다름없다는 평가가 나올 정도였다. 적의 최후 공세이자 6ㆍ25전쟁의 마지막 결전은 그렇게 승패를 명확하게 규정하기 애매한 사실상의 무승부로 끝났다.

## 사후 공적평가

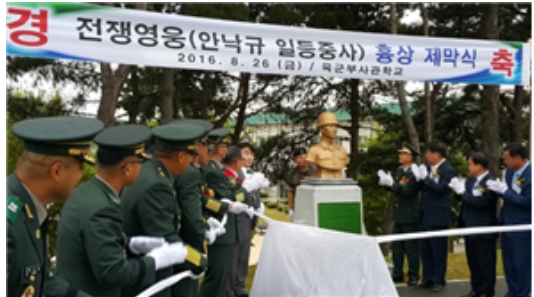
전북서부보훈지청에서 진행한 흉상 제작식의 사진이다.

24세의 젊은 나이로 국가를 위하고 생을 마감한 안낙규 일등중사의 맹활약으로 적군은 보급로 상의 문제가 생겼고 19연대는 전멸의 위기를 모면할 수 있었다. 이런 그에게 종전 후 대한민국 정부는 그에게 1954년 6월 25일 태극무공훈장(훈기번호 제 173호)을 수여하였다. 이후 그의 공적을 계속해서 기리고자 전북서부보훈지청에서는 그의 흉상을 제작, 대외적으로도 그의 업적을 기리기 위해 국가보훈처에서도 다양한 활동을 진행하며 그를 소개하고있다. 대표적으로는 국가보훈처 제대군인정책과에서 2013년에 진행된 7월의 6ㆍ25전쟁영웅 선정에 안낙규 중사가 선정되었으며, 2021년 5월에는 이달의 호국인물로 선정되었다.
이외에도 2016년 육군부사관학교에 흉상을 설치, 2017년 충남 계룡대 육군본부에 ‘부사관 영웅실’을 개관했다.

## 안낙규사격장[15]

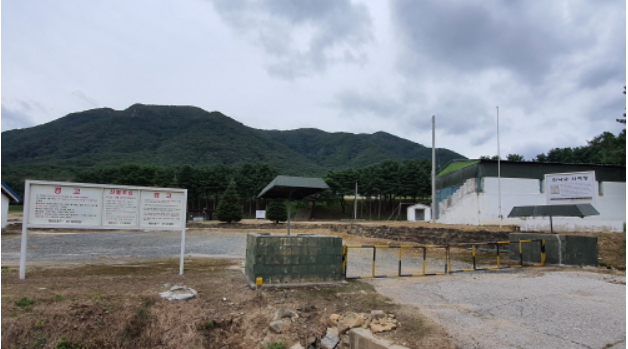
안낙규 사격장의 풍경이다.

제 6보병사단은  안낙규 일등중사의 위대한 헌신을 기리기 위해 지난 2017년 3월에 기존에 운영하던 사격장의 이름을 ‘안낙규 사격장’이라 명명했다고 한다.

## 같이 보기
- 6ㆍ25전쟁
- 교암산 전투[깨진 링크(과거 내용 찾기)]
- 일등중사
- 이달의 호국인물
- 이달의 6.25 전쟁영웅
- 제 6보병사단

## 참고 문헌
- 김재인. "군리더십 자질 향상 방안에 관한 사례 연구." 국내석사학위논문 경희대학교 경영대학원, 2019. 서울 (김화 407고지전투 안낙규 일등중사의 리더자질, p.24)
- 손규석, 《태극무공훈장에 빛나는 6·25전쟁 영웅》 (국방부군사편찬연구소, 2003)
- 육군본부 정훈공보실. "[국군24시-육군] 6·25전쟁 전투영웅 찾아 무공훈장 수여." 월간군사 2019.11 (2019): 52-53.
- 편집부 편, "교암산 전투",(국방군사연구소,1994년 6월 1일)